# Atelographus
Atelographus es un género de escarabajos longicornios de la tribu Acanthocinini.

## Especies
- Atelographus decoratus Monne & Monne, 2011
- Atelographus sexplagiatus Melzer, 1927
- Atelographus susanae Monné, 1975